# Athetis atristicta
Athetis atristicta là một loài bướm đêm trong họ Noctuidae.